# Vertrouwensman (Tweede Wereldoorlog)
Vertrouwensman, vaak afgekort als V-Mann of V-Frau, meervoud V-Leute, was een begrip dat in de Tweede Wereldoorlog gebruikt werd voor personen die namens de Duitse bezetter jacht maakten op ondergedoken Joden, neergestorte piloten en leden van het verzet.

## Achtergrond
De achtergrond van de vertrouwensmannen (m/v) was zeer divers. Sommigen waren voor de Duitsers actief uit overtuiging, anderen deden het uit winstbejag of de kans om snel carrière te maken. Een aparte groep vormden opgepakte Joden en verzetsleden die waren opgepakt en door de Duitsers werden overgehaald om voor hen te gaan werken. Het alternatief was vaak een zware straf of (voor Joden) deportatie. Bekende voorbeelden hiervan zijn Ans van Dijk, Johan van Lom, Johnny de Droog en Joop de Heus. V-Männer wisten - door zich voor te doen als iemand van het verzet of een door het Verenigd Koninkrijk gedropte geheime agent - vaak door te dringen tot verzetskringen. Wanneer een vertrouwensman dacht beet te hebben, deed hij het voorkomen de Duitsers te haten, deze graag te willen bevechten of mee te willen vluchten naar Engeland. Na enige tijd met overtuiging zijn verradersrol te hebben gespeeld, was de andere partij overtuigd van zijn of haar loyaliteit en kon een vertrouwensman steeds dieper doordringen in de kern van de groep. De schade die de V-Männer onder verzetsstrijders en -strijdsters hebben aangericht is groot geweest.
De vertrouwensmannen werkten vaak voor de Sicherheitsdienst. Soms kregen zij een bepaalde opdracht mee, andere keren handelden zij naar eigen inzicht. Er was geen sprake van een reguliere salariëring maar van vergoedingen of beloningen, op een enkele uitzondering na. Men trof onder de vertrouwensmensen naast scharrelaars, sjacheraars, klaplopers en meelopers ook een kelner, een groentehandelaar, een bankier en zelfs een advocaat aan.

## Reactie van het verzet
In het begin van de oorlog waren veel beginnende verzetslieden in zekere zin naïef, niet gewend aan een bezettende onderdrukkende macht. Ook was er nog weinig organisatorisch verband tussen de verschillende jonge verzetsgroepen. Door schade en schande leerde het verzet omgaan met de gevolgen van het verraad van V-Männer. In de tweede helft van de oorlog (vanaf ongeveer 1943) verschenen in de illegale pers waarschuwingen voor specifieke vertrouwenspersonen, met informatie over hun postuur, werkwijze, (schuil)naam en eventueel een foto. Ook werd er voorzichtig omgegaan met verzetslieden die waren opgepakt en weer vrijgelaten. Het risico bestond dat zij door de Duitsers waren overgehaald om voor hen te gaan werken.
Zeker in de laatste twee oorlogsjaren maakte het verzet actief jacht op de verschillende vertrouwensmannen. Meerdere van hen werden door het verzet geliquideerd. Soms werden personen ook ten onrechte aangezien voor een verrader en gedood. Een goed voorbeeld daarvan is Piet Hoppen.

## Maritieme groep
Onder de vertrouwensmannen vond men ook een maritieme tak. Het ging daarbij om geselecteerde V-Männer, vertrouwensmannen die werden opgeleid voor spionage ter zee. Zij vielen daartoe onder de Marineabwehrstelle Overveen. De leiding hiervan was in handen van de Kapitänleutnant Friedrich Carl Heinrich Strauch. Deze bracht de activiteiten van zijn Abwehrstelle onder in een civiele Nederlandse handelsonderneming: de Hollandsche Crediet- en Agentuur Maatschappij (H.C.A.M.). De opleiding van Strauchs aspirant-vertrouwensmannen betrof een scholing tot marconist. Deze vond plaats in Den Haag, Scheveningen, Hilversum en Utrecht. Na de scholing waren de mannen in staat, vanuit zee en vanaf spionageloggers vooraf besproken codes aangaande aangetroffen geallieerde vliegeskaders, konvooien, marineschepen, mijnen en weersomstandigheden door te seinen naar de centrale van de Abwehr te Hilversum.